# Stanislaw Tillich
Stanislaw Rudi Tillich, né le 10 avril 1959 à Neudörfel, est un homme politique allemand membre de l'Union chrétienne-démocrate d'Allemagne (CDU).
Ingénieur formé à l'université technique de Dresde, il adhère à la CDU d'Allemagne de l'Est en 1987 et se fait élire trois ans plus tard député à la Chambre du peuple. Il perd son mandat après la réunification mais entre au Parlement européen comme observateur. Il y est élu en 1994.
Il est nommé ministre de la Politique fédérale et européenne du gouvernement du Land de Saxe en 1999 et entame alors sa carrière politique régionale. En 2002, le nouveau ministre-président Georg Milbradt le choisit pour diriger la chancellerie du Land. Après les élections de 2004, au cours desquelles il est élu député au Landtag, il se voit confier le ministère de l'Environnement. Il devient trois ans plus tard ministre des Finances.
Milbradt étant emporté par le scandale de la faillite de la banque publique Sachsen LB, Stanislaw Tillich est choisi en 2008 comme ministre-président de Saxe et président régional de la CDU. À la tête d'une « grande coalition », il parvient à constituer une « coalition noire-jaune » à la suite des élections de 2009. Il est contraint de reconstituer une majorité avec le SPD après le scrutin de 2014.
Il annonce en octobre 2017 sa démission pour le mois de décembre, un mois après que les chrétiens-démocrates ont perdu leur suprématie dans le Land au profit de l'AfD lors des élections fédérales. Il est alors remplacé par Michael Kretschmer.

## Biographie

### Un ingénieur d'Allemagne de l'Est
La scolarité de Stanislaw Tillich se déroule au Gymnasium haut-sorabe de Bautzen (Saxe), en Allemagne. Il effectue en 1977 son service militaire dans les gardes-frontières de la République démocratique allemande. Il entre ensuite à l'université technique de Dresde et en ressort diplômé comme ingénieur en construction et transmissions.
En 1984, il devient ingénieur, chargé de la conception, dans une entreprise d'électronique à Kamenz.

### Débuts politiques
Il adhère en 1987 à l'Union chrétienne-démocrate d'Allemagne de l'Est (CDU/DDR). Le 17 octobre de cette même année, il est embauché par le conseil de district de Kamenz. Le 24 mai 1989, Tillich est élu vice-président du conseil, chargé du Commerce et des Approvisionnements.
À partir de la même année et jusqu'en 1995, il prend la tête d'une PME.

### Premiers mandats parlementaires
Lors des élections législatives du 18 mars 1990, il est élu député du district de Dresde à la Chambre du peuple. Il perd son siège avec la réunification allemande, et devient alors observateur auprès du Parlement européen.
Il y est élu député aux élections du 12 juin 1994, devient vice-président de la commission des Budgets et siège au sein du groupe du Parti populaire européen. Il est réélu cinq ans plus tard, à l'occasion des élections du 13 juin 1999 et reconduit dans sa vice-présidence de commission.

### De nombreux postes ministériels en Saxe
Le 26 octobre 1999, Stanislaw Tillich est nommé ministre de la Politique fédérale et européenne de la Saxe dans le troisième cabinet du chrétien-démocrate Kurt Biedenkopf et démissionne du Parlement européen.
Avec l'arrivée au pouvoir de Georg Milbradt, le 2 mai 2002, il devient directeur de la chancellerie. Candidat aux élections régionales du 19 septembre 2004, il est élu député dans la 54e circonscription avec 44,9 % des voix. Le 11 novembre suivant, il est choisi pour prendre la tête du ministère de l'Environnement et de l'Agriculture dans le second cabinet Milbradt.
Il conserve son portefeuille jusqu'au 30 septembre 2007, quand il est nommé ministre des Finances. Il participe alors aux négociations sur l'avenir de la banque publique Sachsen LB, dont l'annonce des difficultés avait provoqué la démission de son prédécesseur. En décembre 2007, la banque est vendue à la banque publique du Bade-Wurtemberg sans que le Landtag soit consulté. Cette décision sera jugée inconstitutionnelle en août 2009.

### Ministre-président du Land
Miné par le scandale bancaire, Milbradt est contraint d'annoncer sa démission le 14 avril 2008 et propose que son ministre des Finances lui succède. Porté, le 24 mai, à la présidence de la CDU de Saxe, Stanislaw Tillich est investi ministre-président par le Landtag quatre jours plus tard, à la tête d'une gouvernement de grande coalition avec le Parti social-démocrate d'Allemagne (SPD).
L'année suivante, il est chef de file des chrétiens-démocrates aux élections régionales du 30 août 2009. La CDU s'impose avec 40,2 % des voix, alors que le SPD stagne à 10,4 %. Le Parti libéral-démocrate (FDP) ayant remporté 10 % des suffrages, Tillich change de partenaire de majorité et constitue une coalition noire-jaune. Avec 58 % des voix dans sa circonscription électorale, il est le député le mieux élu de Saxe.
En 2010, il se présente lors du congrès fédéral de la CDU pour siéger au sein de la présidence fédérale. Remportant 78,8 % des voix, il atteint son objectif.
Au cours des élections régionales du 31 août 2014, il est réélu député avec 57,2 % des voix dans sa circonscription, étant une nouvelle fois le mieux élu des parlementaires de la Saxe. Le FDP ayant échoué à conserver sa majorité parlementaire, il se tourne vers le SPD et remet en place une grande coalition. Il est investi le 13 novembre pour un troisième mandat.
Le 1er novembre 2015, Stanislaw Tillich est désigné président du Conseil fédéral pour une durée d'un an. Il devient, à ce titre, le deuxième personnage de l'État fédéral allemand dans l'ordre constitutionnel, après le président fédéral Joachim Gauck.

### Démission
Il annonce le 18 octobre 2017 sa démission pour le mois de décembre et indique qu'il sera remplacé par Michael Kretschmer, secrétaire général régional de la CDU. S'il affirme se retirer pour laisser la place à la nouvelle génération, son départ semble lié à la déconvenue enregistrée par l'Union chrétienne-démocrate aux élections législatives fédérales du 24 septembre : en étant devancée de 0,1 point par l'AfD, elle avait perdu pour la première fois depuis 1990 la place de premier parti dans le Land. Sa décision cause une très grande surprise au sein de la direction fédérale de la CDU. Il cède la présidence régionale du parti à Kretschmer le 9 décembre puis la direction du gouvernement du Land quatre jours après.

### Vie privée
Né dans une famille catholique d'origine sorabe, son père était membre du Parti socialiste unifié d'Allemagne (SED) de la ville de Panschwitz-Kuckau et un homme actif dans la communauté sorabe. Il réside aujourd'hui dans cette même ville, est marié et père de deux enfants.